# Catedral ortodoxa dels Sants Boris i Gleb
La catedral dels Sants Boris i Gleb (en rus: Борисоглебский собор, en letó:Svēto Borisa un Gļeba pareizticīgo katedrāle) és una catedral ortodoxa situada a Daugavpils, a Letònia. La capacitat de la catedral és de 5.000 fidels, estant la major Església Ortodoxa del país.
La catedral està situada en el barri de Jaunbūve (Novoye Stroyenie) al «turó de l'església» (Baznīckalns, Церковная горка), juntament amb l'església catòlica de la Immaculada Concepció, la Catedral de Martín Lutero i la Casa d'Oració de Daugavpils.
Una església va ser construïda en el mateix emplaçament el 1866, per ordre del governador general del krai del Nord-oest, Konstantin von Kaufman per a les necessitats[de la guarnició local i va ser consagrada en honor de l'emperador Constantí I el Gran i la seva mare Helena de Constantinoble.
L'església contemporània va ser construïda entre 1904 i 1905, estant els treballs de construcció finançats pels militars.